# Сонгве (река, впадает в озеро Ньяса)
Сонгве (англ. Songwe) — река, впадающая в озеро Ньяса (Малави). По реке проходит граница Малави и Танзании.
Граница по Сонгве установлена согласно Занзибарскому договору 1890 года между Великобританией и Германской империей. Первоначально по реке проходила граница Германской Восточной Африки и Британской Центральной Африки. В настоящее время по реке граничат малавийская Северная провинция и танзанийские области Мбея и Сонгве (до 2016 года — западная часть области Мбея).
К югу от танзанийского города Мбея построен мост через Сонгве, являющийся переходом через границу Малави и Танзании.
Африканский банк развития (АБР) профинансировал из Африканского фонда по водным ресурсам (African Water Facility, AWF) работы по созданию программы социально-экономического развития бассейна реки Сонгве, включающей совместную стратегию управления водными ресурсами и инвестиции в таких областях, как строительство многофункциональной плотины и связанных с ней гидроэлектростанций, развитие орошаемого земледелия, стабилизация речных потоков, борьба с наводнениями, развитие рыболовства, водоснабжение и сооружение дорог.